# 행정심판법
행정심판법(行政審判法)이란 행정청의 위법이나 부당한 처분 또는 공권력 등으로부터 국민의 권리와 이익을 보호·구제하기 위하여 제정된 법이다.

## 종류
- 취소심판: 행정청의 위법 또는 부당한 처분을 취소하거나 변경하는 행정심판
- 무효등확인심판: 행정청의 처분의 효력 유무 또는 존재 여부를 확인하는 행정심판
- 의무이행심판: 당사자의 신청에 대한 행정청의 위법 또는 부당한 거부처분이나 부작위에 대하여 일정한 처분을 하도록 하는 행정심판[1]

1. ↑  제5조(행정심판의 종류)